# 바이오쇼크 2
《바이오쇼크 2》(영어: BioShock 2)는 2K 마린과 2K 오스트레일리아에서 개발한 1인칭 슈팅 게임으로, 플레이스테이션 3, 엑스박스 360, 윈도우용으로 발매되었다. 2007년 발매되어 극찬을 받았던 바이오쇼크의 후속작으로, 2010년 2월 9일 출시되었다. 한국은 자막판으로 2월 11일 발매되었으나 전작과 달리 플레이스테이션 3판과 엑스박스 360판만 발매되고 PC판은 현재까지 한글로 발매되지 않았기 때문에 PC판을 하려면 해외판을 구매해서 하는 것밖에 없다. 다만, 스팀을 통해 PC판에 대한 유저 한글화가 되어있다.
이 게임은 대체 역사가 적용된 전작으로부터 10년 후인 1970년대의 디스토피아 가상 도시 랩쳐를 배경으로 한다. 주인공이며 플레이어가 조종해야 할 캐릭터는 프로토타입 빅 대디로, 장갑한 잡수복을 입은 형상을 하고 있다. 프로토타입 빅 대디는 지난 10년간 벌어진 일에 대한 기억이 없는 상태로 깨어나게 되고 리틀 시스터를 원래 있던 자리로 되돌려주려 한다. 그러나 랩쳐의 지도자 소피아 램이 도시를 파괴하려 하면서 헛수고임을 알게 되고 그녀와 그녀의 빅 시스터 군대를 뒤엎으려 한다.
게임은 발매와 동시에 묘사, 예술 스타일, 캐릭터, 결말, 그리고 게임 플레이에서 호평을 받았으나, 느린 시작과 전작와 비슷한 줄거리로 비판을 받았다. 이 게임은 다운로드 가능 콘텐츠로 출시되었고, 2010년 8월에 《미네르바의 덴》이라는 새로운 싱글 플레이어 캠페인이 출시되었다. 이 게임은 3백만 장 이상을 판매했지만 테이크-투 인터랙티브의 목표 판매량을 충족시키지 못했다. 후속작이자 바이오쇼크 시리즈의 세 번째 타이틀은 이래셔널 게임스에서 개발한 《바이오쇼크 인피니트》이며 2013년에 출시되었다. 2016년 9월 13일, 게임의 리마스터판이 《바이오쇼크》와 《바이오쇼크 인피니트》와 함께 《바이오쇼크: 더 컬렉션》에 수록되어 2016년 9월 13일 마이크로소프트 윈도우, 플레이스테이션 4, 엑스박스 원용으로 출시되었다.

## 평가
| 평가 |         |
| --- | ------- |
| 통합 점수 통합사 점수 메타크리틱 88/100 [ 8 ] [ 9 ] [ 10 ] 평론 점수 평론사 점수 1UP.com B+ [ 11 ] CVG 9.1/10 [ 12 ] 에지 8/10 [ 13 ] 유로게이머 8/10 [ 14 ] 패미츠 35/40 [ 15 ] 게임 인포머 8.25/10 [ 16 ] 게임프로 [ 17 ] 게임스팟 8.5/10 [ 18 ] [ 19 ] 게임스파이 [ 20 ] 게임스레이더+ 10/10 [ 21 ] 게임트레일러스 8.8/10 [ 22 ] IGN 9.1/10 [ 23 ] OXM (UK) 9/10 [ 24 ] 팀엑스박스 9.2 [ 25 ] |         |
| 통합 점수 |         |
| 통합사 | 점수    |
| 메타크리틱 | 88/100  |
| 평론 점수 |         |
| 평론사 | 점수    |
| 1UP.com | B+      |
| CVG | 9.1/10  |
| 에지 | 8/10    |
| 유로게이머 | 8/10    |
| 패미츠 | 35/40   |
| 게임 인포머 | 8.25/10 |
| 게임프로 | [ 17 ]  |
| 게임스팟 | 8.5/10  |
| 게임스파이 | [ 20 ]  |
| 게임스레이더+ | 10/10   |
| 게임트레일러스 | 8.8/10  |
| IGN | 9.1/10  |
| OXM (UK) | 9/10    |
| 팀엑스박스 | 9.2     |

## 같이 보기
- 《바이오쇼크》
- 《바이오쇼크 인피니트》